# Dedelstorf
Dedelstorf là một đô thị thuộc the huyện Gifhorn, trong bang Niedersachsen, Đức. Đô thị này có diện tích 76,03 km².